# Woodsia brandtii
Woodsia brandtii là một loài dương xỉ trong họ Woodsiaceae. Loài này được Franch. & Sav. mô tả khoa học đầu tiên năm 1877.
Danh pháp khoa học của loài này chưa được làm sáng tỏ. 